# Wapen van Oostende

Het wapen van Oostende

Het wapen van Oostende werd in 1819 aan de West-Vlaamse stad Oostende toegekend door de Hoge Raad van Adel. Sinds de eerste officiële toekenning heeft het wapen nog drie andere versies gekend.

## Geschiedenis
Oostende zou het wapen in 1267 van Margaretha II van Vlaanderen hebben gekregen.  Dit betreft echter wel een ander wapen, hoewel ook in dat wapen sleutels voorkomen. De sleutels zijn de attributen van Sint Petrus, hij is de patroonheilige van de stad. Hij verscheen dan ook op de zegels die de stad gebruikte tussen 1309 en 1523. Doorgaans werd Petrus getoond met twee sleutels en een kerk, latere wapens toonden soms drie sleutels. De drie sleutels waren mogelijk een verwijzing naar de drie stadspoorten van Oostende.
Het huidige wapen verschijnt voor het eerst op een kaart uit de late 16e eeuw, wel verschilt de richting waarin de baarden van de sleutels wijzen nog. Vanaf 1682 krijgen de sleutels een meer vaste positie. Waarom het wapen ook de keper van het wapen van de schout van het Woutermansambacht van de Brugse Vrije in deze eeuw ook werd toegevoegd is onbekend. Oostende behoorde al geruime tijd niet tot het gebied van de Brugse Vrije.
Een eerste door de Hoge Raad van Adel vastgelegde versie van het wapen werd op 15 september 1819 aan de gemeente Oostende toegekend, dit wapen bestond alleen nog uit het huidige schild, maar wel met een kroon en zonder de schildhouders en andere attributen. De kroon werd aan het schild toegevoegd omdat Oostende vertegenwoordigers in de provinciale raad had. De schildhouders werden in 1838 toegevoegd aan het wapen.
Vanaf 1951 mag de stad het Oorlogskruis van België voeren, in 1956 werd het aangepaste wapen met het kruis aan de stad toegekend. Naast het kruis werden andere attributen die met het vissen en scheepvaart te maken hebben toegevoegd.
Op 1 januari 1971 kwamen de gemeente Stene en Zandvoorde bij de gemeente Oostende, hierdoor was er een nieuw wapen, of althans een nieuw beschrijving, nodig. Deze nieuwe beschrijving volgde op 1 november 1974, het wapen bleef verder gelijk aan het oude wapen. In 1995 werd er door de Vlaamse Heraldische Raad voorgesteld om een muurkroon op het wapen te voeren. Oostende heeft dit voorstel naast zich neergelegd om de kroon uit 1819 te behouden.

## Blazoeneringen
Omdat het wapen in totaal vier officiële versies kent worden hier alleen de eerste en de meest recente blazoeneringen besproken.

### Blazoenering van 1819
De blazoenering van het eerste wapen van Oostende luidt als volgt:
Van goud beladen met een zwarte keper verzeld van 3 zwarte sleutels geplaatst 2 en 1, het schild gedekt met een kroon van goud
Het oude wapen was van goud met daarop een zwarte keper met drie zwarte sleutels. Twee sleutels staan boven de keper en een er onder. Op het schild staat een gouden kroon, niet vermeld wordt dat deze kroon bestaat uit vijf bladeren. 

### Blazoenering van 1974
De blazoenering van het wapen dat in 1974 aan Oostende werd toegekend luidt als volgt:
In goud een keper van sabel, vergezeld van drie sleutels van dezelfde kleur, die van het schildhoofd naar elkaar toegewend, die van de schildvoet omgewend. Het schild getopt met een kroon van goud met vijf bladeren. Schildhouders: rechts een meerman van natuurlijke kleur, houdende in de rechterhand een zwaard van zilver met gevest van goud; links een zeemeermin, eveneens van natuurlijke kleur, houdende in de linkerhand een spiegel van goud. Alles geplaatst op golven van azuur, met het oorlogskruis 1940-1945 met palm, het lint hiervan uitgaande van de schildvoet over een anker van goud met keten van zilver, geplaatst onder een net van natuurlijke kleur, dat rechts over een drietand en links over een visschup gaat, beide schuingekruist, de tanden en het blad naar boven, alles van goud.
Het wapenschild zelf is niet veranderd, het is nog altijd goud met een zwarte keper en dito sleutels. Nu wordt er wel bij gemeld dat de sleutels in het schildhoofd met de baarden naar elkaar toe staan en dat de sleutel in de schildvoet met de baard naar links (voor de kijker rechts) staat. Ook nu staat er een kroon van vijf bladeren op het schild. Aan weerszijden van het schild een schildhouder: rechts (voor de kijker links) een meerman en aan de andere kant een meermin. Beide zijn van natuurlijke kleur en houden attributen vast. De meerman houdt een zwaard in zijn rechterhand en de meermin een gouden spiegel in haar linkerhand. Schildhouders die niet kunnen vliegen dienen op een ondergrond te staan, in dit geval is gekozen voor azuurkleurige golven. Onder het schild is een onderscheiding gehangen, dit is het Belgische Oorlogskruis 1940-1945. Het lint, met erop een palmblad, waar het kruis aan hangt komt uit de schildvoet. Achter het lint komen een drietand, anker en visschup vandaag. Allen zijn van goud, de ketting waar het anker aan hangt is van zilver. Allen zijn omgeven door een net van natuurlijke kleur.